# 奉日王
參（？—前578年），是古朝鲜之箕子朝鲜的君主，子姓。董东史年表认为在位於前594年至前578年，諡號奉日王（韓語：봉일왕），後王位由兒子僅繼承。